# 남미 축구 연맹

남아메리카 축구 연맹 (CONMEBOL)

남미 축구 연맹(스페인어: Confederación Sudamericana de Fútbol 콘페데라시온 수다메리카나 데 풋볼[*], 포르투갈어: Confederação Sul-Americana de Futebol 콘페데라상 술아메리카나 드 푸테볼[*]), 약칭 CONMEBOL(콘메볼)은 남아메리카 지역을 관할하는 축구 행정 기구이다. 코파 아메리카나 코파 리베르타도레스, 코파 수다메리카나를 비롯한 여러 축구 대회를 운영하고 있다. 본부는 파라과이 루케에 있다. 현재 회장은 알레한드로 도밍게스이다.
남미 축구 연맹은 총 10개국으로 구성되어 있음에도 불구하고 FIFA가 주관하는 월드컵에서 무려 4.5장의 출전권을 배정받고 있다. 그리고 소속된 축구 국가대표팀이 10개 팀인 상황에서 역대 월드컵에서 CONMEBOL이 거둔 우승 횟수가 총 10회(브라질 5회, 아르헨티나 3회, 우루과이 2회)에 달한다.
2015년까지 베네수엘라를 제외한 모든 국가들이 FIFA 월드컵 본선에 1회 이상 진출한 적이 있으며 향후 베네수엘라가 본선 진출에 성공한다면 한 대륙 연맹에 속한 모든 국가들이 적어도 1회 이상 본선에 진출하는 진기록을 세우게 된다.

## 구성원
- 브라질
- 아르헨티나
- 콜롬비아
- 우루과이
- 볼리비아
- 파라과이
- 칠레
- 페루
- 베네수엘라
- 에콰도르

## 주관 대회

### 남자 국가대표팀 대회
- 코파 아메리카
- FIFA 월드컵 남아메리카 지역 예선
- CONMEBOL U-20 축구 선수권 대회
- CONMEBOL U-17 축구 선수권 대회
- CONMEBOL U-15 챔피언십
- 코파 아메리카 데 풋살
- CONMEBOL U-20 풋살 선수권 대회
- CONMEBOL U-17 풋살 선수권 대회

### 여자 국가대표팀 대회
- 코파 아메리카 페메니나
- CONMEBOL U-20 여자 축구 선수권 대회
- CONMEBOL U-17 여자 축구 선수권 대회
- 코파 아메리카 페메니나 데 풋살
- CONMEBOL U-20 여자 풋살 선수권 대회

### 남자 클럽 대회
- 코파 리베르타도레스
- 코파 수다메리카나
- 레코파 수다메리카나
- J리그컵 / 코파 수다메리카나 챔피언십
- U-20 코파 리베르타도레스
- 코파 리베르타도레스 데 풋살
- 코파 리베르타도레스 데 비치사커

### 여자 클럽 대회
- 코파 리베르타도레스 페메니나
- 코파 리베르타도레스 페메니나 데 풋살

### 폐지된 클럽 대회
- 코파 CONMEBOL
- 코파 메르코수르
- 코파 메르코노르테
- 수페르코파 수다메리카나
- 인터콘티넨털컵
- 코파 인테라메리카나
- 코파 마스테르 데 수페르코파
- 코파 마스테르 데 CONMEBOL
- 코파 데 오로
- 코파 가나도레스 데 코파

## 같이 보기
- 축구 대회 목록
- 국제 축구 연맹
- 유럽 축구 연맹
- 아프리카 축구 연맹
- 아시아 축구 연맹
- 오세아니아 축구 연맹